# Rugby Afrique
Rugby Afrique o, in inglese, Rugby Africa, è l’organismo di governo del rugby a 15 in Africa.
Costituitosi nel 1986 a Tunisi con il nome di Confédération africaine de rugby (CAR o C.A.R.) per iniziativa di alcune federazioni all’epoca facenti parte della F.I.R.A. come Tunisia e Marocco, divenne pienamente operativa quando le singole confederazioni continentali divennero emanazioni regionali dell’International Rugby Football Board a fine XX secolo.
La denominazione attuale risale al 2015.
Attualmente, oltre ai propri tornei maggiori maschili e femminili, Rugby Afrique organizza le qualificazioni continentali alla Coppa del Mondo di rugby.

## Storia
La confederazione africana di rugby (Confédération africaine de rugby) nacque a Tunisi nel gennaio 1986 per iniziativa di alcune federazioni nazionali del continente, alcune delle quali già avevano importanti esperienze internazionali: le capofila erano infatti Marocco e le padrone di casa della Tunisia, che rispettivamente dal 1956 e 1975 erano affiliate alla F.I.R.A., all'epoca la confederazione internazionale alternativa all'International Rugby Football Board (oggi World Rugby), e non ancora divenuta ramo continentale europeo di quest'ultima.
Insieme ai due citati organismi, firmarono l'atto costitutivo le federazioni di Senegal, Costa d'Avorio, Tanzania, Kenya, Seychelles e Madagascar.
Nel congresso di Casablanca del 1992 la giovane confederazione ammise il Sudafrica, colpito da bando internazionale durante tutto il periodo dell'apartheid e da poco riabilitato.
Nel periodo fino a fine secolo la CAR organizzò solamente i tornei di qualificazione alle Coppe del Mondo del 1995 e del 1999, ma con la trasformazione della F.I.R.A. in emanazione europea dell'IRFB decisa al congresso F.I.R.A. di Biarritz del 1999, tutte le federazioni extraeuropee furono disaffiliate e destinate alla propria confederazione continentale; la CAR poté così istituire nel 2000 la prima edizione del proprio campionato che, già nel 2001, ebbe una seconda divisione e, l'anno successivo, una terza.
La sede di Rugby Afrique si trova a Città del Capo, in Sudafrica, e l'organizzazione è presieduta dal marzo 2019 dal tunisino Khaled Babbou che, nell'assemblea generale di Marrakech, è succeduto al dimissionario Aziz Bougja, marocchino, in carica per i 16 anni precedenti e nominato presidente onorario nel corso della stessa assise.

## Competizioni
La struttura a tre divisioni del campionato continentale maschile è sostanzialmente rimasta immutata nel tempo: al 2019 le tre divisioni, in ordine dalla prima alla terza, hanno assunto il nome di Gold Cup, Silver Cup e Bronze Cup e servono regolarmente anche da qualificazione alla Coppa del Mondo.
Oltre alle citate competizioni, Rugby Afrique, come è chiamata dal 2015, organizza dal 2017 un torneo continentale giovanile Under-20, il Barthés Trophy, che si disputa tra 12 squadre; inoltre ha un proprio campionato continentale Sevens maschile e femminile.
Infine, dal 2019, organizza anche il campionato seniores femminile, la Women's Cup, istituita su impulso di World Rugby e concepita come torneo di qualificazione africano alla Coppa del Mondo femminile.

## Federazioni associate
Federazioni rugbistiche affiliate o associate a Rugby Afrique al 31 maggio 2019.
In grassetto le federazioni fondatrici.
In corsivo quelle associate a Rugby Afrique ma non a World Rugby.
Gli anni tra parentesi sono relativi all'affiliazione a World Rugby.
- Algeria
- Benin
- Botswana (1994)
- Burkina Faso
- Burundi (2004)
- Camerun
- Ciad
- Costa d'Avorio (1988)
- eSwatini (1998)
- Gabon
- Ghana (2004)
- Guinea

- Kenya (1990)
- Lesotho
- Madagascar (1998)
- Malawi
- Mali (2004)
- Marocco (1988)
- Mauritius (2004)
- Namibia (1990)
- Niger
- Nigeria (2001)
- Repubblica Centrafricana
- Repubblica del Congo

- Repubblica Democratica del Congo
- Ruanda (2004)
- Senegal (1999)
- Seychelles
- Sierra Leone
- Sudafrica (1949)
- Tanzania (2004)
- Togo (2004)
- Tunisia (1988)
- Uganda (1977)
- Zambia (1995)
- Zimbabwe (1987)